# Missale fratum minorum
Il Missale fratrum minorum è un messale del Maestro dei messali Deruta-Salerno della fine del XIII secolo proveniente dalla Chiesa di San Francesco di Deruta e conservato nella Pinacoteca comunale di Deruta.

## Storia
Il messale, in pergamena, proviene dalla Chiesa di San Francesco; databile alla fine del XIII secolo, è stato pensato fin dall'origine per un insediamento francescano, in quanto riporta anche letture specifiche per le feste dedicate ai primi santi di dell'ordine. Libri liturgici di questo tipo, insieme ai libri corali, costituivano il corredo abituale di ogni chiesa o convento medievale, confezionati in forme più o meno ricercate in dipendenza delle possibilità dell'insediamento o dell'eventuale donatore. In questo caso sappiamo che il codice fu donato al convento da un certo Giacomo di Bene assieme al nipote Corraduccio, a beneficio dell'anima di tal Giacomo da Perugia.

## Descrizione
Il testo del messale di Deruta decorato da molti inserti miniati, in maggioranza episodi della vita di Cristo rappresentati nel "corpo" della lettera iniziale dei vari capitoli.
La scena di crocifissione, unica rappresentazione a tutta pagina, apre il testo della Preghiera Eucaristica, recitata dal sacerdote sulle offerte portate all'altare. Tale formula, nella versione latina, come si legge a partire dal margine destro della miniatura con la Crocifissione, dove la lettera iniziale T (Te igitur...), è da intendersi sostituita dalla figura della croce di Cristo.
Il messale, per la qualità del corredo illustrativo miniato, costituisce un testo di primaria importanza per lo studio dell'arte umbra del XIII secolo. All'anonimo miniatore, detto "Maestro dei messali Deruta-Salerno", sono stati assegnati sulla base stilistica altri codici, tra i quali, come ricordato dal nome, un messale conservato presso la Cattedrale di Salerno, ed un graduale custodito nella Biblioteca Capitolare di Perugia.
Dell'artista, di probabile origine umbra, è stato rilevato il rapporto con la cultura del celebre pittore fiorentino Cimabue, attivo ad Assisi negli anni attorno al 1280, periodo al quale viene generalmente datato anche il messale derutese.